# 조앤 길버트
조앤 길버트(Joanne Gilbert, 1932년 7월 17일 ~ )는 미국의 영화배우이다.
시카고에서 태어났다.

## 영화
- 그레이트 맨 (1956년)
- 굿모닝 미스 도브 (1955년)
- 레드 가터스 (1954년)